# Gestalt
En gestalt (av tyska: Gestalt, "skepnad", "form", "figur") är en isolerad, avgränsad, sluten och strukturerad helhet vars egenskaper inte kan reduceras till egenskaperna hos dess delar.
Mer specifikt beskrivs en gestalt i termer om sina isomorfa egenskaper: Egenskaper som består då delarna förändras. Till exempel i musik; en melodi (helheten) är samma gestalt som består även om tonarten (alla delarna) förändras.